# Copa Ronchetti
La Copa Ronchetti (en anglès: Ronchetti Cup; i fins al 1996, European Cup Liliana Ronchetti) va ser una competició esportiva europea de clubs de bàsquet femenins, creada la temporada 1971-72. De caràcter anual, estava organitzada per la FIBA. Hi participaven els clubs europeus campions de Copa de cada país, disputant un sistema d'eliminatòries a doble volta. Entre 1977 i 1989, els dos equips classificats de cada quadre de competició disputaven una fase final en una seu neutral, destacant l'edició que va celebrar-se al Palau Blaugrana de Barcelona la temporada 1985-86. Com a homenatge pòstum i per la seva contribució al basquet femení, l'any 1975 la competició va prendre el nom de la jugadora de bàsquet italiana, Liliana Ronchetti, considerada una de les millors bases de la historia. Amb la reorganització de les competicions europees, el torneig va ser susbtituït per l'Eurolliga femenina la temporada 2002-03.
La competició fou dominada per equips de l'Europa de l'Est fins al final de la dècada del 1980. Posteriorment, els equips italians guanyaren la Copa Ronchetti en vuit de tretze ocasions disputades. El dominador històric fou l'Spartak de Leningrad amb quatre títols (1972, 1973, 1974, 1975), mentre el Club Baloncesto Islas Canarias fou l'únic equip de l'Estat espanyol que guanyà la competició (1999).

## Historial
| En negreta = Equip guanyador (1) = Nombre de campionats (prò.) = Pròrroga 1–1 = Resultat campió-subcampió Nota: Noms dels equips segons l'època |

| Edició | Temporada | Data       | Campió                     | Resultat      | Subcampió                | Seu                        | refs  |
| ------ | --------- | ---------- | -------------------------- | ------------- | ------------------------ | -------------------------- | ----- |
| I      | 1971-72   | N/D        | Spartak Leningrad (1)      | 84–63 / 86–61 | ŽKK Voždovac             | Final a doble partit       |       |
| II     | 1972-73   | N/D        | Spartak Leningrad (2)      | 64–55 / 76–37 | Slavia VŠ Praha          | Final a doble partit       |       |
| III    | 1973-74   | N/D        | Spartak Leningrad (3)      | 68–58 / 60–57 | ASD Geas Basket          | Final a doble partit       |       |
| IV     | 1974-75   | N/D        | Spartak Leningrad (4)      | 64–59 / 79–54 | Levski Spartak Sofia     | Final a doble partit       |       |
| V      | 1975-76   | N/D        | Slavia VŠ Praha (1)        | 68–51 / 73–78 | Industromontaza Zagreb   | Final a doble partit       |       |
| VI     | 1976-77   |            | Spartak Moscou (1)         | 97–54         | Minyor Pernik            | Roma, Itàlia               |       |
| VII    | 1977-78   |            | Levski Spartak Sofia (1)   | 50–49         | Slovan ChZJK Bratislava  | Haskovo, Bulgària          |       |
| VIII   | 1978-79   |            | Levski Spartak Sofia (2)   | 70–69         | DFS Maritza Plovdiv      | Yambol, Bulgària           |       |
| IX     | 1979-80   |            | KK Monting Zagreb (1)      | 82–76         | DFS Maritza Plovdiv      | Pernik, Bulgària           |       |
| X      | 1980-81   |            | Spartak Moscou (2)         | 95–63         | KK Monting Zagreb        | Roma, Itàlia               |       |
| XI     | 1981-82   |            | Spartak Moscou (3)         | 89–68         | Kralovopolska Brno       | Linz, Àustria              |       |
| XII    | 1982-83   |            | BSE Budapest (1)           | 83–81 (prò.)  | Spartak Moscou           | Mestre, Itàlia             |       |
| XIII   | 1983-84   |            | SS Bata Rome (1)           | 69–59         | BSE Budapest             | Budapest, Hongria          |       |
| XIV    | 1984-85   |            | CSKA Moscou (1)            | 76–64         | SISV Bata Viterbo        | Viterbo, Itàlia            |       |
| XV     | 1985-86   | 11-03-1986 | Dinamo Novosibirsk (1)     | 81-58         | BSE Budapest             | Palau Blaugrana, Barcelona | [ 2 ] |
| XVI    | 1986-87   | 11-03-1987 | TTT Riga (1)               | 84–80         | BF Deborah Milan         | Wittenheim, França         |       |
| XVII   | 1987-88   | 03-03-1988 | Dinamo Kiev (1)            | 100–83        | BF Deborah Milan         | Atenes, Grècia             |       |
| XVIII  | 1988-89   | 22-03-1989 | CSKA Moscou (2)            | 92–86         | BF Deborah Milan         | Florència, Itàlia          |       |
| XIX    | 1989-90   | N/D        | Parma Primizie (1)         | 79–54 / 71–77 | Jedinstvo Aida Tuzla     | Final a doble partit       |       |
| XX     | 1990-91   | N/D        | Gemeaz-Cusin Milan (1)     | 94–76 / 58–69 | Como Jersey              | Final a doble partit       |       |
| XXI    | 1991-92   | N/D        | Vicenza Estel Vicence (1)  | 78–67 / 76–69 | Libertas Trogylos Priolo | Final a doble partit       |       |
| XXII   | 1992-93   | N/D        | Lavezzini Basket Parma (2) | 91–62 / 71–70 | GKS Olimpia Poznan       | Final a doble partit       |       |
| XXIII  | 1993-94   | N/D        | Ahena Cesena (1)           | 78–65 / 66–68 | Lavezzini Basket Parma   | Final a doble partit       |       |
| XXIV   | 1994-95   | N/D        | CJM Bourges (1)            | 56–47 / 56–53 | Lavezzini Basket Parma   | Final a doble partit       |       |
| XXV    | 1995-96   | N/D        | Tarbes GB (1)              | 81–63 / 82–63 | Basket Alcamo            | Final a doble partit       |       |
| XXVI   | 1996-97   | N/D        | CSKA Moscou (3)            | 72–54 / 71–59 | Lavezzini Basket Parma   | Final a doble partit       |       |
| XXVII  | 1997-98   | N/D        | Gysev Ringa Sopron (1)     | 70–65 / 72–70 | ASPTT Aix-en-Provence    | Final a doble partit       |       |
| XXVIII | 1998-99   | N/D        | Sandra Gran Canaria (1)    | 72–79 / 64–54 | Lachen Ramat-Hasharon    | Final a doble partit       | [ 4 ] |
| XXIX   | 1999-00   | N/D        | Lavezzini Basket Parma (3) | 64–60 / 63–56 | Sandra Gran Canaria      | Final a doble partit       |       |
| XXX    | 2000-01   | N/D        | Famila Schio (1)           | 75–73 / 87–70 | Botaş SK                 | Final a doble partit       |       |
| XXXI   | 2001-02   | N/D        | Famila Schio (2)           | 73–69 / 77–74 | Tarbes GB                | Final a doble partit       |       |